# Coelorinchus vityazae
Coelorinchus vityazae és una espècie de peix de la família dels macrúrids i de l'ordre dels gadiformes.

## Morfologia
- Els mascles poden assolir 32 cm de llargària total.[5][6]

## Hàbitat
És un peix d'aigües profundes que viu entre 900-920 m de fondària.

## Distribució geogràfica
Es troba al sud de l'Atlàntic i a l'oest de l'oceà Índic.